# Arcadia (Kalifornia)
Arcadia város az USA Kalifornia állam Los Angeles megyéjében. Lakosainak száma 56 681 fő (2020. április 1.).

## Népesség
A település népességének változása:

| 2010 | 56 364 |
| 2020 | 56 681 |